# 内田慎二
内田 慎二（うちだ しんじ、9月6日 - ）は、日本の男性声優。千葉県出身。以前はぐるーぷ・インパクト、ブリングアップに所属していた。現在は劇団《Ｅ-Factory》を主宰。自身の活動だけでなく後進の育成にも力を注いでいる。。元劇団アルターエゴの7期の劇団員でもある。

## 出演作品

### テレビアニメ
- バンパイヤン・キッズ
- 超生命体トランスフォーマー ビーストウォーズネオ（ドランクロン）
- 遊☆戯☆王デュエルモンスターズGX（シルバ）

### 映画
- SAMOURAIS
- TOMATOES（2019年2月、監督：望月元気）- 死刑囚 役

### CM
- オリコカード「ポジティブシンキング篇」

### 舞台
- 劇団アルターエゴ 各公演

「マクベス(作:W.シェイクスピア)」マクベス役
「十二夜(作:W.シェイクスピア)」サー・アンドルー・エーギュチーク役
「血の婚礼(作:ガルシーア・ロルカ)」レオナルド役
「夏の夜の夢(作:W.シェイクスピア)」貴族ディミートリアス役
「四谷怪談(作:鶴屋南北)」直助権兵衛役
銀座みゆき座公演
「夏の夜の夢(作W.シェイクスピア)」妖精王オーベロン役
- アルターエゴプロデュース ミュージカル「マザー -This is love.-」
- オールアクトカンパニー ｢龍神山の物語｣
- ザ・チョンマゲ軍団公演「鞍馬天狗 龍馬・・・if」
- シアターX 「二人のいとこと貴公子」
- 時代劇団エゴイスト「人魚姫はなぜ泡になったか」
- 時代檄劇団「空と風のため息」
- 少年倶楽部 
  - 「そして、ロミオとジュリエットは・・・。」
  - 「ハムレットは、今・・・。」
  - 「なが靴をはいたメモワール」（ジョー）
- 新国立劇場オペラ公演「トゥーランドット」 助演
- 2NKプロジェクト
  - 「じゃじゃ馬馴らしが馴らされて」
  - 「ハムレット｣ポローニアス役
- パニックシアター・フリンジ公演 「七月の鎮魂歌」他
- *pnish*（パニッシュ）「パニックナイン」（秋本役）
- 演劇ユニット POIMY ｢in COREDO｣
- 夜想会「ジュリアス・シーザー」（元老院パブリアス役）
- 表現集団 式日「アダルト≒チルドレン」[2]

### イベント
- 幻想魔伝最遊記SUMMER ILLUSION2002 MEMORIAL